# Buckelgrab
Unter einem Buckelgrab versteht man eine frühzeitliche Form der Urnenbestattung. Die Urne wurde bei dieser Bestattungsform nicht (mehr) frei im Sand platziert, sondern mit einem kleinen Hügel überdeckt. Durch die Entnahme des Bodens für die Abdeckung entstand neben dem Hügel mit der Urne ein Kreisgraben, der den Bestattungsplatz markiert. Friedhöfe mit Buckelgräbern (Buckelgräberfelder) sind ausschließlich im östlichen Niedersachsen anzutreffen. Bekannte Buckelgräberfelder liegen bei Boltersen, Bad Bevensen und Lüneburg-Oedeme.